# Anita Wood
Pour les articles homonymes, voir Wood.
Anita Marie Wood Brewer, née Anita Marie Wood (également connue sous les pseudonymes de Little Bitty et Little) le 27 mai 1938 à Bells au Tennessee et morte le 29 juin 2023 à Jackson dans le Mississippi, est une actrice de télévision américaine,, et compagne d'Elvis Presley de 1957 à 1962,.

## Biographie
Anita Wood est l'ainée de quatre enfants dont trois frères et sa mère porte le nom de Dorothy. Elle a signé un contrat pour travailler en tant qu'actrice pour la Paramount Pictures, contrat qu'elle a ensuite abandonné pour se consacrer à Elvis Presley. Elle a successivement enregistré des émissions pour ABC-Paramount (1958), Sun (1961) et Santo (1963). Elle a également travaillé pour le Andy Williams TV Show durant l'été 1958 et a chanté en duo avec Andy Williams le morceau The Hawaiian Wedding Song (Ke Kali Nei Au), chanson qui a atteint le Top 15 américain au début de 1959.
En 1957, Elvis Presley et Anita Wood se rencontrent et cette même année, il appelle Anita Wood sa « number one girl ». Ils vivent alors ensemble jusqu'en 1962. Après leur séparation, elle épouse le joueur de football américain NFL Johnny Brewer.
En 1976, Johnny Brewer a poursuivi la Memphis Publishing Company pour diffamation quand cette dernière a affirmé, par l'intermédiaire de son journal The Commercial Appeal, qu'Anita Brewer avait divorcé de Brewer et était partie retrouver Elvis Presley à Las Vegas.
Anita Wood est apparue dans l'émission de Larry King en 2005 pour parler de son histoire d'amour avec Elvis Presley.
Anita Wood meurt le 29 juin 2023 à Jackson dans le Mississippi à l'âge de 85 ans.